# Lunar Orbiter 2
Lunar Orbiter 2 là một tàu vũ trụ không người lái, và là một phần của chương trình Lunar Orbiter. Nó được thiết kế chủ yếu để chụp các khu vực nhẵn trên bề mặt Mặt Trăng để lựa chọn và xác minh các địa điểm hạ cánh an toàn cho chương trình Surveyor và chương trình Apollo. Nó cũng được trang bị để thu thập selenodetic, cường độ bức xạ và micrometeoroid.

## Tóm tắt nhiệm vụ
Tàu vũ trụ đã thu thập dữ liệu ảnh từ ngày 18 đến ngày 25 tháng 11 năm 1966 và quá trình đọc ra diễn ra cho đến ngày 7 tháng 12 năm 1966. Tổng cộng 609 khung hình có độ phân giải cao và 208 khung hình có độ phân giải trung bình đã được trả về, hầu hết đều có chất lượng tốt với độ phân giải xuống tới 1 mét (3 ft 3 in).